# 플레이어스 초이스 어워드
플레이어스 초이스 어워드(Players Choice Awards)는 메이저 리그 베이스볼 선수 협회(MLBPA)가 수여하는 메이저 리그 베이스볼 상이다.

## 같이 보기
- 트리플 크라운 (야구)
- 메이저 리그 베이스볼 올센추리 팀
- 메이저 리그 베이스볼 올타임 팀